# Schloss Lemberk

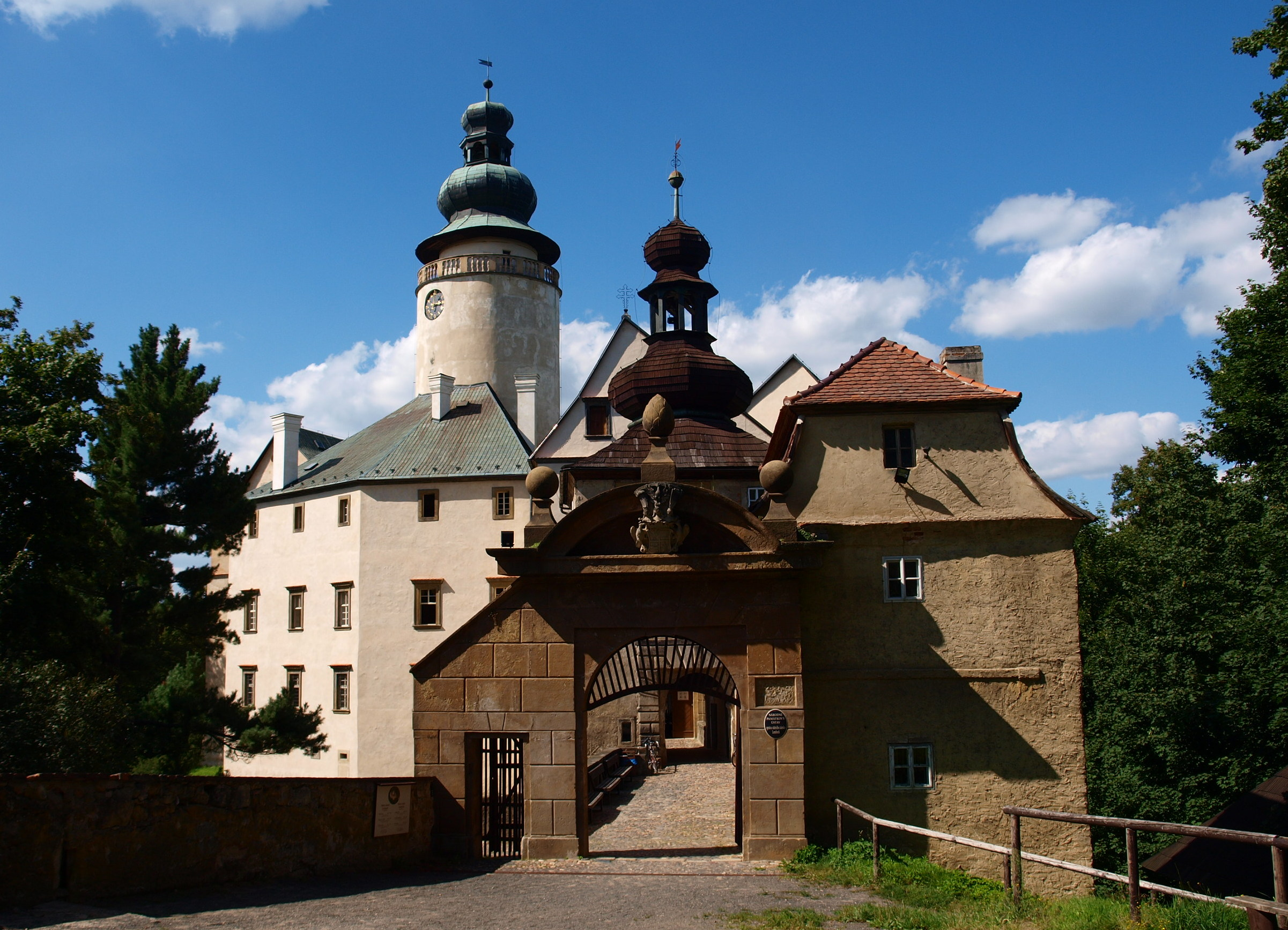
Schloss Lemberk

Das Schloss Lemberk (deutsch Schloss Lämberg) befindet sich nordöstlich von Jablonné v Podještědí auf einer Anhöhe des Lausitzer Gebirges über dem Tal des Panenský potok im Okres Liberec, Tschechien.

## Geschichte
Die ersten Nachrichten von einer Feste in Lämberg stammen aus der ersten Hälfte des 13. Jahrhunderts. Jaroslav aus dem Adelsgeschlecht der Markwartinger, seit 1239 Burggraf der Festung Königstein in Sachsen, und sein Bruder Gallus I. von Lämberg (Havel z Lemberka; lateinisch Gallus de Yablonni) waren in der Herrschaft Gabel zunächst gemeinsam Lehensnehmer. Zum Schutz gegen die Mongolen bauten sie vor dem Jahr 1241 eine steinerne Burg, welche nach dem Wappenschild ihres Geschlechts Löwenberg genannt wurde, aus welchem sich Lämberg entwickelte. Dieser Burgenbau bewährte sich, als nach der Schlacht bei Liegnitz Teile des Mongolenheeres über Nordböhmen flüchteten.
Gallus I. von Lämberg war Berater am Hof des Königs Wenzel I., der ihn in Anerkennung seiner Verdienste 1248 mit dem Glatzer Land belehnte, wo er 1252–1253 Burggraf von Glatz war. Dort geht die Gründung der Stadt Habelschwerdt auf ihn zurück. Er war mit der 1995 heiliggesprochenen Zdislava von Lämberg verheiratet. Auf ihre Initiative hin wurden die Dominikanerklöster in Gabel und in Turnau gegründet.
Hasko (Hašek) von Lämberg († 1398), kaiserlicher Rat am Hof Karls IV., war der letzte Besitzer von Lämberg aus dem Geschlecht der Markwardinger. Während der Hussitenkriege wechselten die Eigentümer rasch, meist gehörten sie zu Lausitzer oder sächsischen Adelsfamilien. Von der ursprünglich erbauten Burg blieb nur der untere Teil des Turmes mit einem gotischen Fenster erhalten.
Im Jahr 1518 kaufte der Oberlausitzer Vogt Wilhelm II. von Ileburg (Eulenburg) die verwahrloste Herrschaft mit den entvölkerten Dörfern. Nach seinem Tod 1538 ging die Herrschaft an seine Frau, später dann an seine Tochter Anna († 1554), verehelicht mit Heinrich I. von Kurzbach. Ileburgs Enkel Heinrich II. von Kurzbach erbte die Herrschaft, kaufte Dörfer dazu, siedelte Bauern an, baute eine Mühle, Sägewerke, eine Bierbrauerei und ein Hammerwerk. Um 1570 ließ er die Burg zu einem Renaissanceschloss umbauen; aus dieser Zeit stammt der westliche Renaissancetrakt mit seiner gotischen Anordnung der Räumlichkeiten.
1581 gelangte Schloss Lämberg an die Berka von Dubá von Neufalkenburg, 1600 an die Burggrafen von Dohna. Weitere umfangreiche Umbauten folgten; die Kassettendecke im Rittersaal, die mit 77 Bildern die Fabeln des Äsop darstellt, stammt vermutlich aus dieser Zeit.

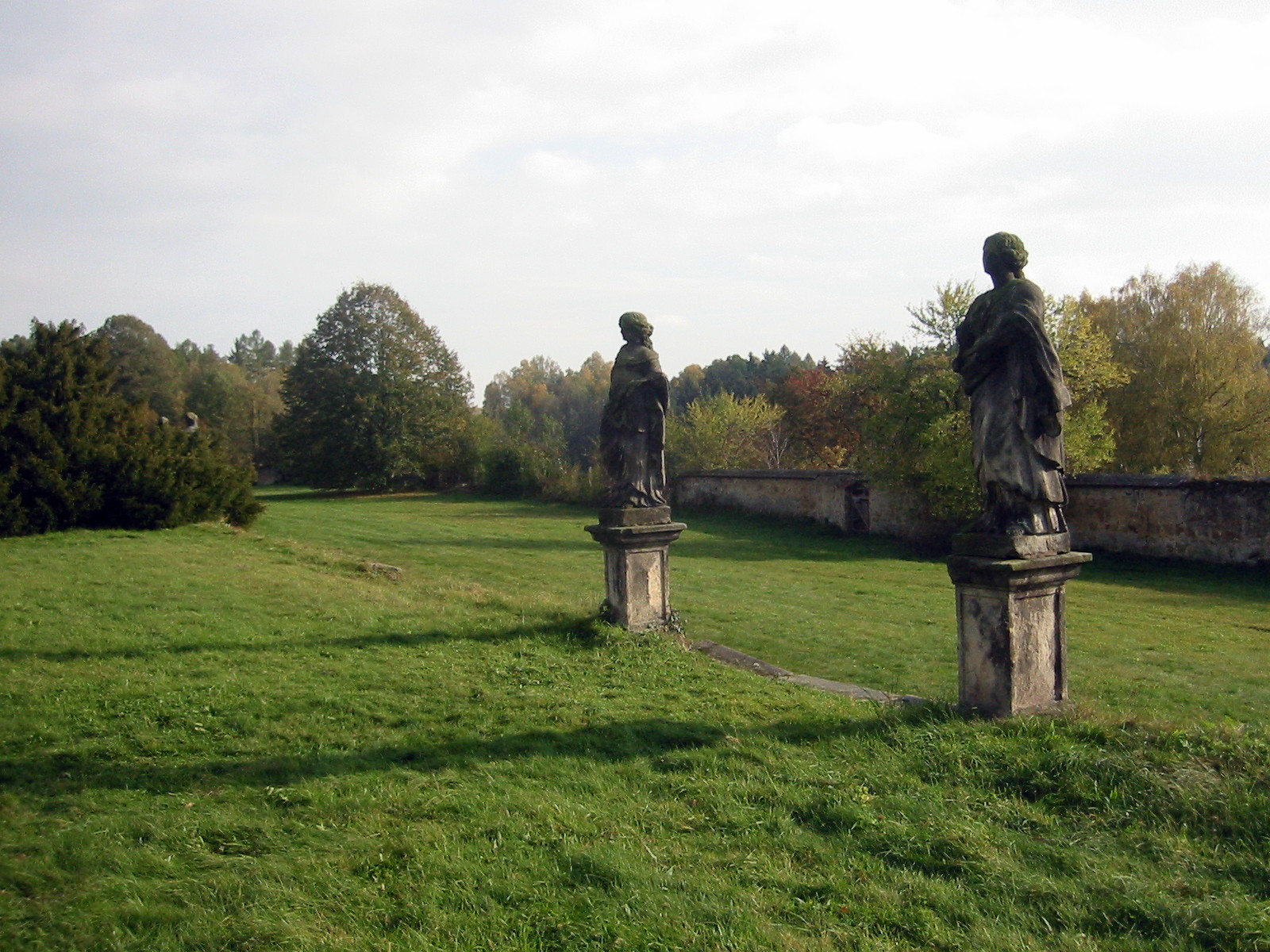
Im Garten des Bredowschen Sommerschlosses (Bredovský letohrádek)

1623 kam Schloss Lämberg durch Kauf in den Besitz von Albrecht von Waldstein, den späteren Herzog von Friedland. Kurz vor seiner Ermordung am 25. Februar 1634 in Eger verkaufte er es dem kaiserlichen Feldmarschall Johann Ludolf von Breda. Zwischen 1660 und 1680 beauftragten dessen Nachkommen Künstler und Baumeister aus Holland und Italien und ließen Schloss Lämberg im frühbarocken Stil zu ihrer Familienresidenz ausbauen. Nord- und Ostflügel wurden errichtet, das Schloss erhielt eine neue, reich mit Stuckelementen und Reliefs verzierte Fassade. Zur gleichen Zeit wurde in der Nähe des Schlosses ein Sommerhaus mit Garten erbaut. Das Schloss Lämberg zählt zu einem der größten und ältesten Denkmäler der Festungsbaukunst in Böhmen. Es hat einen fast quadratischen Grundriss mit weiten Höfen, einer Zugbrücke, einem Wehrhaus, einem mächtigen Turm mit einer barocken Haube, einen Rittersaal, Kemenaten, Gewölbe und eine Küche mit einer offenen Herdstelle.
Im Jahr 1726 verkauften die Grafen Breda die Herrschaft Lämberg mit den zugehörigen Dörfern an Graf Philipp Josef von Gallas. Von diesem erbte 1757 sein Neffe Christian Philipp von Clam-Gallas die Herrschaft. Zu Beginn des Siebenjährigen Krieges kam es am 21. April 1757 zwischen preußischen und österreichischen Truppenverbänden zu dem Gefecht bei Reichenberg und auf Schloss Lämberg wurde ein Feldlazarett eingerichtet. Infolge schlechter Versorgung starben hier mehr als 1000 Soldaten; an sie erinnert an ihrer Begräbnisstätte im nahegelegenen Wald ein hölzernes Kreuz. Während der Napoleonischen Kriege und im Deutschen Krieg von 1866 wurde das Schloss Lämberg als Militär-Spital genutzt. Ein Massengrab der Choleratoten ist bis heute bekannt. Vermutlich aus Desinfektionsgründen wurden damals Möbel aus der Schlosseinrichtung verbrannt.

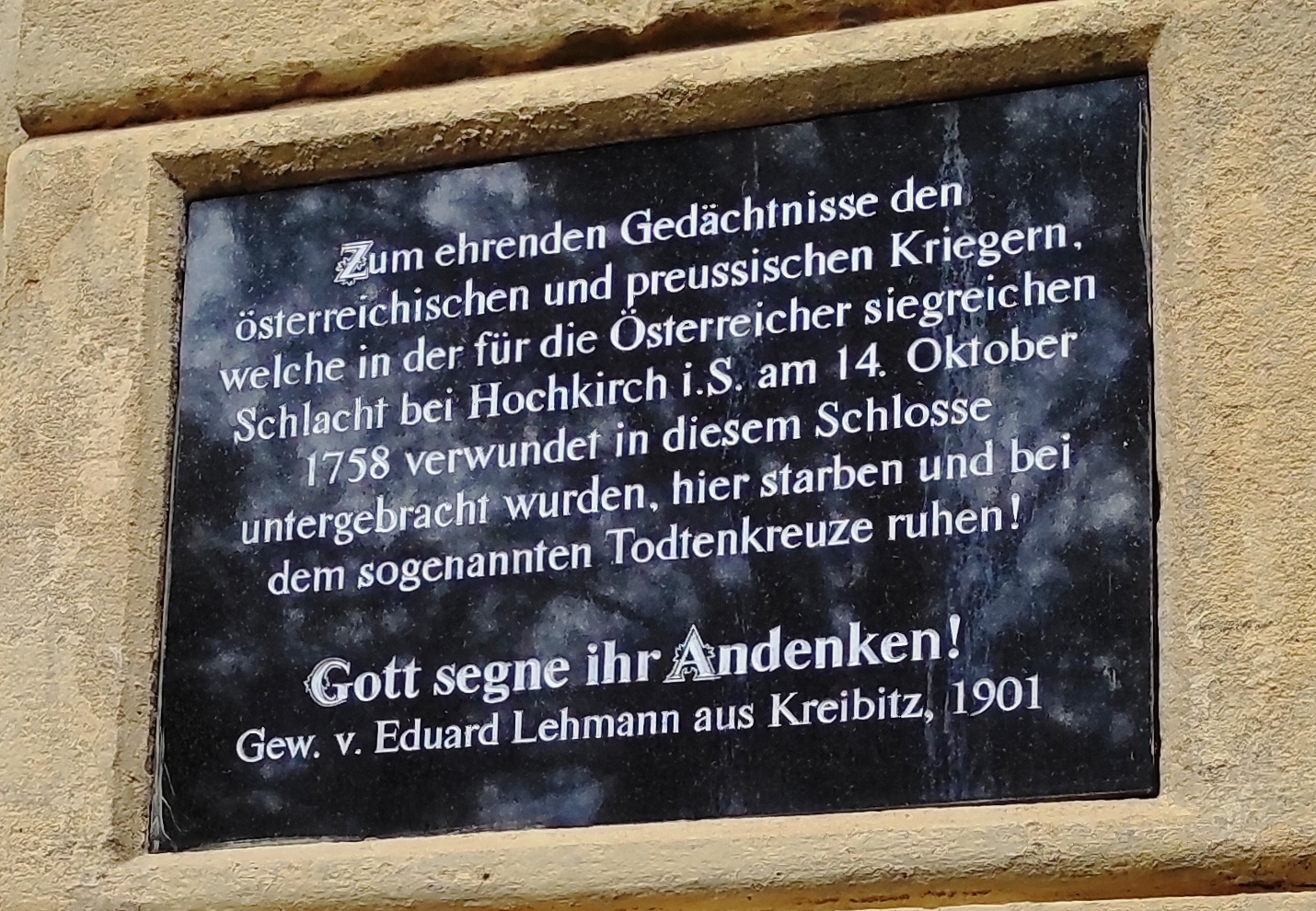
Gedenktafel an Schloss Lemberk

Die Familie Clam-Gallas, welche sich meist in Prag aufhielt, ließ das vom Siebenjährigen Krieg fast desolate Schloss wieder herrichten. Das unbebaute Gelände hinter der Gartenmauer schenkte Graf Clam-Gallas der zugehörigen Ortsgemeinde zum Bau einer Schule, welche 1796 fertiggestellt wurde und bis zum Jahr 1879 bestand. Nach dem Ende des Ersten Weltkriegs im Jahr 1918 wurde das Schloss Lämberg wieder voll möbliert. Nach einer Bodenreform der Tschechoslowakei wurden die Einrichtungen der Jagdhäuser im Isergebirge nach Lämberg gebracht. Später folgte auch das Inventar des enteigneten Palais Clam-Gallas in Prag.
Nach dem Ableben der letzten männlichen Nachkommen der Familie Clam-Gallas ging Schloss Lämberg an die Tochter Gabriele von Auersperg. Sie besaß das Schloss bis zur Enteignung durch die Tschechoslowakei im Jahre 1945. Das Bauwerk wurde vom tschechoslowakischen Denkmalamt verwaltet und auch als Magazin für Gegenstände aus anderen Schlössern in Böhmen verwendet.
Am 11. Juni 1992 wurde Schloss Lemberk der Öffentlichkeit als Museum zugänglich gemacht. Neben den Schlossräumen kann im Erdgeschoss des Westflügels ein der hl. Zdislava von Lämberg gewidmetes Museum mit Erinnerungsstücken aus ihrem Leben besichtigt werden.